# Susuacanga hatsueae
Susuacanga hatsueae là một loài bọ cánh cứng trong họ Cerambycidae.